# 上原作和
上原 作和（うえはら さくかず、1962年11月28日 - ）は、日本の国文学者。学位は、博士（文学）（名古屋大学・論文博士・2007年）（学位論文「光源氏物語學藝史 右書左琴の思想」）。阿仏尼本源氏物語の紹介者。

## 人物
長野県佐久市生まれ。1993年、大東文化大学大学院文学研究科博士後期課程単位取得退学。2010年、明星大学常勤教授。2014年、一般社団法人桃源文庫日本学研究所設立、同理事。専門は、物語研究・文献史学・日本琴学史。

## 著書

### 単著
- 『光源氏物語の思想史的変貌──<琴>のゆくへ』有精堂出版、1994年12月
- 『光源氏物語學藝史　右書左琴の思想』翰林書房、2006年5月
- 『光源氏物語傳來史　幻の伝本の謎　その真実に迫る』武蔵野書院、2011年10月
- 『紫式部伝ー平安王朝百年を見つめた生涯』勉誠社、2023年10月
- 『みしやそれとも　考証・紫式部の生涯』武蔵野書院、2024年11月
- 『清少納言伝　中宮定子讃仰と鎮魂の生涯』勉誠社、2024年11月

### 監修
- 上原作和・小番達監修訳『完訳太平記』全4巻、（現代語で読む歴史文学）勉誠出版、2007年
- 上原作和監修、砂崎良著、亀小屋サト、サイドランチ マンガ『マンガでわかる源氏物語』池田書店、2011年

### 編著・共著
- 上原作和・正道寺康子編『洞中最秘鈔──うつほ物語引用漢籍註疏』新典社、2005年
- 室伏信助監修、上原作和編集『人物で読む源氏物語』全20巻、勉誠出版、2005～2006年
- 今西祐一郎・室伏信助監修、陣野英則共編集『テーマで読む源氏物語論』全3巻、勉誠出版、2008年
- 上原作和企画編集『琴の文化史──東アジアの音風景』アジア遊学　126号、勉誠出版、2009年
- 三橋正著・上原作和・小宮和寛編『古記録文化論』武蔵野書院、2015年
- 久下裕利・曽根誠一・上原作和編『竹取物語の新世界』武蔵野書院、2015年
- 上原作和・正道寺康子著『日本琴學史』勉誠出版、2016年
- 松田浩・上原作和・佐谷眞木人・佐伯孝弘編『古典文学の常識を疑う』勉誠出版、2017年
- 松田浩・上原作和・佐谷眞木人・佐伯孝弘編『古典文学の常識を疑うⅡ―縦・横・斜めから書きかえる文学史』勉誠出版、2019年

### 校注
- 陣野英則共訳注『光源氏と薫の世界　一冊で読む源氏物語　訳注付』武蔵野書院、2009年
- 廣田收共訳注『紫式部と和歌の世界　一冊で読む紫式部家集　訳注付』武蔵野書院、2011年、新訂版　2012年
- 安藤徹,外山敦子共訳注『かぐや姫と絵巻の世界 一冊で読む竹取物語訳注付』武蔵野書院、2012年

## 受賞歴
- 創設四十年記念中古文学会賞、中古文学会、2006年
- 第二回全国大学国語国文学会賞、全国大学国語国文学会、2007年